# Сенів Юрко
Юрій Сенів (псевдо: «Костенко») (нар. 16 травня 1923, с. Раків, нині Долинський район, Івано-Франківська область — пом. 26 серпня 1946, с. Цигани, Скала-Подільський (нині Борщівський район), Тернопільська область) — український військовик, діяч ОУН та УПА, Лицар Срібного Хреста Бойової Заслуги ІІ класу , Бронзового Хреста Бойової Заслуги (посмертно).

## Життєпис
Юрко Сенів народився 16 травня 1923 в селі Раків на Долинщині.

### Діяльність в УПА
В УПА носив псевдо «Костенко» і був заступником військового референта Кам'янець-Подільської області, начальником оперативного відділу ВО Кам'янець-Подільщини (1944), який був переданий до ВО-3 "Лисоня". Сотенний сотні куреня Ярослава Білінського-«Бистрого».
Брав участь в рейдах на Східно-Українських Землях (СУЗ).
У січні—травні 1945 Ю.Сенів — заступник командира та політвиховник відділу командира «Кия» (Кость Гіммельрайх). Далі — командир сотні у ТВ-19 «Камінець» (? «Дністер») (06.1945-194? до розформування). Згодом призначений військовим референтом Проскурівського надрайону.
Загинув 26 серпня 1946 в селі Цигани, Скала-Подільський (нині Борщівський район), Тернопільської області.

## Нагороди
- Згідно з Наказом військового штабу ВО 3 «Лисоня» ч. 1/48 від 30.08.1948 р. командир сотні УПА Чортківського ТВ 18 «Стрипа» ВО 3 «Лисоня» Юрій Сенів – «Костенко» нагороджений Бронзовим хрестом бойової заслуги УПА.
- Згідно з Наказом Головного військового штабу УПА ч. 2/47 від 2.09.1947 р. командир відділу УПА Чортківського ТВ 18 «Стрипа» Юрій Сенів – «Костенко»  нагороджений Срібним хрестом бойової заслуги УПА 2 класу.